# Plusiocampa dalmatica
Plusiocampa dalmatica, člankonožac iz razreda unutarčeljusnika (Entognatha), pripada u dvorepce (Diplura), a otkrio ga je Condé, 1959. Njezin jedini poznati lokalitet je Stražbenica, špilja u Hrvatskoj, gdje predstavlja endemičnu vrstu.